# Pierre De Maria

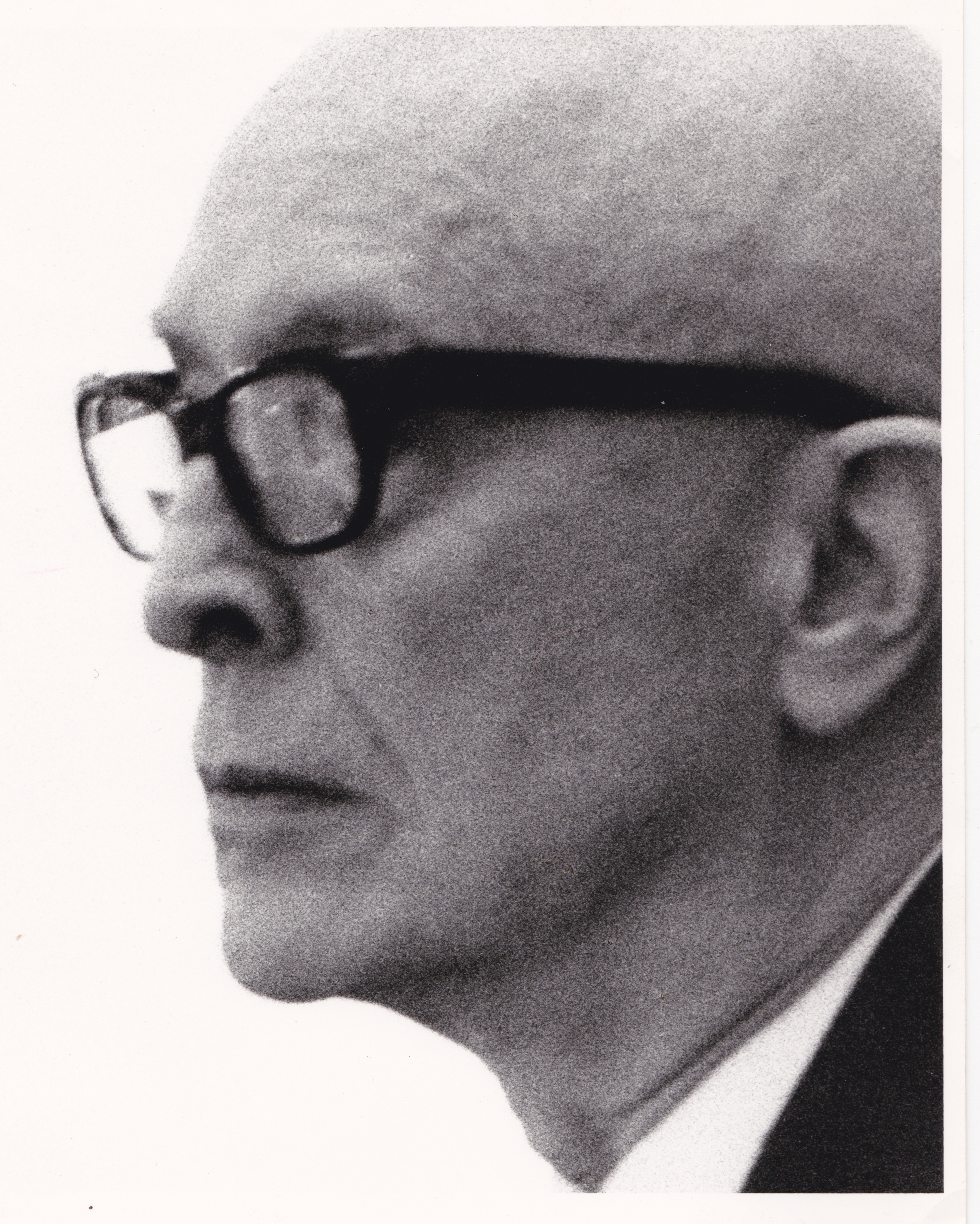
Portait de Pierre De Maria

Pierre De Maria ou Pierre Jean Demaria, né à Paris le 24 juin 1896 et mort à Orléans le 23 janvier 1984,), est un peintre franco-suisse proche des surréalistes. Il est diplômé de l'École nationale supérieure d'arts et métiers. 

## Biographie
Issu d'une famille de la bourgeoisie parisienne, Pierre De Maria grandit dans un milieu conventionnel mais ouvert à la modernité. Son père dirige une entreprise familiale spécialisée dans la fabrication d’appareils d’optique. C'est un homme passionné de théâtre, auteur et poète, qui donne à son fils une éducation rigoureuse. L’éducation qu’il reçoit fait de Pierre De Maria un homme empreint de dignité et de droiture morale, parfois dur avec lui-même, intransigeant avec les autres. Toujours soigné, cet enfant de la Belle Époque cultive un certain dandysme. Son enseignement artistique s’effectue dans la tradition académique grâce aux conseils d’un de ses cousins, Jacques Camoreyt (élève d’Albert Maignan) qui lui apprend la maîtrise des techniques picturales. Entre 1907 et 1914, Pierre De Maria poursuit ses études au Lycée Condorcet, passe le baccalauréat en Sciences et Langues puis obtient le diplôme d’ingénieur des Arts et Métiers à la veille du conflit franco-prussien. « Je me suis engagé en 1914 par goût du spectacle rare. Celui-ci fut long et atroce mais j’y pris l’amour des paysages calcinés, des monstres de fer et d’acier crachant du feu. » La guerre lui fait perdre son insouciance. Le spectacle des atrocités marque sa mémoire. Miraculé de la guerre, il trouve un emploi dans l’entreprise paternelle mais témoigne bientôt de l'aversion pour ce qui touche à la mécanique. Il décide alors de se lancer dans la peinture. Il travaille à l’atelier de décoration Ronsin et Laverdet qui réalise des décors pour les compagnies théâtrales d’avant-garde. Parallèlement, il expose au Salon d'automne de 1923 où il obtient un prix d’honneur dans la section peinture moderne. En 1925, ce passionné de boxe réalise des façades polychromes avec Djo-Bourgeois. Architecte et décorateur, il s’inscrit alors dans la mouvance de l’Art déco. Proche des cubistes, Henri-Pierre Roché, écrivain (auteur de Jules et Jim), mais aussi peintre, collectionneur, est un découvreur de talents (Brancusi, Wols...) s'intéresse à Pierre De Maria. Dans le Paris des années folles, en 1926, Pierre De Maria rencontre Marcel Duchamp, Brancusi et le groupe des surréalistes avec lequel il sympathise sans y adhérer. « Ce furent des rapports de curiosité et de sympathie…Mais je vais être franc : dans le comportement des surréalistes, je n’appréciai pas certaines facilités laborieuses. » Il entame une période de recherches techniques et de collages comme en témoigne en 1927 sa première exposition de gouaches-collées à Paris dans la galerie « Fermé la nuit » de la princesse Murat. « Je n’ai jamais considéré ma peinture comme un moyen de gagner de l’argent. Je suis entré dans la peinture comme je serais entré dans les ordres. » En rentrant à Paris il devient journaliste pour Marianne et pour Vu (1932-1933). Il fait notamment un reportage circonstancié sur le Maelström en Norvège et sur le cinéma soviétique, ce qui lui donne l’occasion de rencontrer Eisenstein et Poudovkine. Ce séjour en Russie soviétique le marque au point qu’il envisage de se lancer dans le cinéma. En 1939, Pierre De Maria rencontre Germaine Pellegrino (ci-dessous) qu’il épouse un an plus tard, et dont il aura deux fils : Jacques, en 1942 et François, en 1943. La famille s’installe à Genève à la fin de l’année 1943. De cette période datent un roman autobiographique inédit Tir à volonté, ainsi qu’un recueil de pensées sur divers sujets tels la guerre. A cette même époque, il écrit aussi des poèmes et, comme son père, une pièce de théâtre : La Mort de Cornélius. Tous ses écrits relèvent du registre humoristique. « Qui professe l’opinion des imbéciles s’assure de la majorité des suffrages. » En 1944, Pierre se sépare de sa femme et rentre seul à Paris. Puis il s’installe à Nice en 1953. Commence alors véritablement sa période machiniste avec la récurrence thématique des machines dans sa peinture. En 1958, sa deuxième exposition à Paris, galerie J.C de Chaudun, - une série de linogravures d’après des dessins – marque le début de la reconnaissance par ses contemporains, ses amis, et le milieu artistique parisien. Jacques Prévert lui consacre un poème. Henri-Pierre Roché, André Pieyre de Mandiargues, Yvon Taillandier collaborent au catalogue. La presse lui réserve un accueil favorable. Parallèlement à ses expositions personnelles, il fournit régulièrement des toiles pour le Salon d’Automne, le Salon de mai et le Salon Comparaison. Grâce au graveur sur bois flamand, Frans Masereel, et au directeur des Beaux-Arts d’Offenbach, le professeur Gowa, Pierre De Maria est introduit avec succès en Allemagne en 1963, date à laquelle débute sa renommée à l’étranger. 45 tableaux sont rassemblés pour l’exposition Homo Atomicus qui retrace la trajectoire de l’artiste au cours des 10 dernières années. Il est alors surnommé le « Hyperonymus Bosch de l’âge atomique ! » En 1964, la découverte de Pierre De Maria par Iris Clert donne un nouvel élan à sa carrière. Il est alors âgé de 68 ans. Cette galeriste grecque spécialisée dans l'art contemporain a notamment participé à l'émergence du Nouveau Réalisme grâce à ses expositions spectaculaires et médiatiques. Elle s’enthousiasme pour l’art de Pierre De Maria. « La visite de son atelier transforma mon coup de foudre en certitude. Pierre De Maria emploie la technique des Anciens pour exprimer le Futur. » À la suite de cette rencontre, une intense collaboration se met en place et permet au peintre de bénéficier du réseau européen et international de la galeriste. En 1966, Connaissance des Arts (n°70) lui consacre une étude : « En gros plan ce mois-ci : Pierre De Maria ». Suit en 1967, un article dans International Art. L’année de ses 73 ans, en 1969, une première rétrospective de son œuvre est réalisée par la ville de Nice à la galerie des Ponchettes. Une soixantaine de toiles sont exposées. La rencontre de Pierre De Maria avec l’artiste Hélène Bottet alors qu’il a 76 ans -, marque un nouveau tournant dans son art : la violence cède le pas à l’humour. Les machines ne lui font plus peur, il les tourne en dérision. Mais elles sont toujours au centre de sa peinture alors que l’art mécanique des années vingt a, depuis longtemps, été abandonné par ses initiateurs. En 1974, Jean Selz lui consacre un chapitre : « Des machines et des dunes » dans son livre Le dire et le faire. Cette même année, il obtient le prix du Président de la République au Salon International d’art de Toulon pour La Tête éclatée. En 1980, Jean-Roger Soubiran organise à Marseille une nouvelle rétrospective de ses œuvres au Centre méditerranéen d’Art Contemporain. Plus de cent peintures sont rassemblées. C’est sa dernière exposition personnelle. Pierre De Maria est alors âgé de 84 ans. Sa vie a été une aventure poétique : s’il a successivement endossé les rôles d’élève ingénieur, architecte, reporter, écrivain, dandy, Dom Juan. Son engagement le plus authentique est resté d’ordre plastique, faire de son art l’idéal d’une vie en l’affranchissant de toute doctrine. Cet homme secret, brillant et cultivé, meurt de vieillesse en 1984. L’atelier de Pierre De Maria compte aujourd’hui environ 450 œuvres.  

## Écrits
Des années 1930, datent un roman autobiographique inédit Tir à volonté, ainsi qu’un recueil de pensées sur divers sujets tels la guerre.
À cette même époque, il écrit aussi des poèmes et, comme son père, une pièce de théâtre : La Mort de Cornélius.

## Œuvres en collections publiques
- Fonds national d'art contemporain : Baal, 1965 Inv. : FNAC 30 930, Centre national des arts plastiques, Paris[4]
- Musée des beaux-arts de Cannes : Les Frères Westinghouse, 1963, don de l'artiste à la ville en 1982, Inv. : 255 Pe

## Expositions individuelles
- 1927 : Galerie Fermé la nuit, du 30 mai au 12 juin, Paris.
- 1958 : Galerie J.C. de Chaudun, du 13 au 30 novembre, Paris.
- 1959 : Galerie les Mages, Alphonse Chave, du 1er au 15 août, Vence.
- 1962 : Galerie R. Creuse, Homo Atomicus, du 13 au 28 mars, Paris.
- 1963 : Université d’arts d’Offenbach-Mein, Homo Atomicus, Offenbach-Mein, Allemagne.
- 1964 : Kunstverein, Munich, Allemagne.
- 1966 : Galerie Iris Clert, avril-mai, Paris.
- 1967 : Galerie Buren, Stockholm, Suède.
- 1969 : 
  - Galerie Iris Clert, Atomic cirus, du 31 octobre au 27 novembre, Paris.
  - Galerie 3+2, du 12 avril au 8 mai, Paris.
  - Galerie des Ponchettes, Nice.
- 1970 : Galerie la Panthère noire, Anvers, Pays-Bas.
- 1971 : Galerie l'Angle Aigu-studio, du 5 au 24 mars, Bruxelles, Belgique.
- 1975 : Galerie le Lutrin, du 8 mars au 10 avril, Lyon.
- 1976 : Galerie Lovreglio, Nice.
- 1980 : Centre méditerranéen d'art contemporain, du 10 juillet au 1er septembre, Marseille.
- 2009 : Galerie 625 west, 21 mai, New York, USA.
- 2017 : Galerie Michel Descours, Pierre De Maria (1896-1984). Figuratif de l'imaginaire, du 7 avril au 17 juin 2017, Lyon[5].

## Expositions collectives[5]
- 1925 : 
  - Salon d'automne,
  - Salon des Indépendants, Paris,
  - Exposition internationale des Arts Décoratifs.
- 1964 :
  - Salon Antibois des figuratifs de l'imaginaire, bastion Saint-André, Antibes,
  - Salon Comparaisons, dix ans d'art actuel, Musée d'Art Moderne de la ville de Paris.
- 1965 : Sélection Comparaisons, Rio de Janeiro, Brésil.
- 1966 :
  - Salon Comparaisons, Paris,
  - Sélection Iris Clert à bord de l' United States, à destination des États-Unis
  - Galerie Marcus, Dallas, (Texas)
  - Galery of Modern Art de Scottsdale (Arizona)
- 1968 :
  - Salon Comparaisons, Paris,
  - Stadtiche KunstHalle, Dusseldorf, Allemagne.
- 1969 :
  - Salon Grands et jeunes d'aujourd'hui, Musée d'Art Moderne de la ville de Paris, Paris,
  - Salon de Mai, Paris,
  - Galerie Negar, du 1er avril au 8 mai, Téhéran, Iran.
- 1971 :
  - Salon d'automne, Grand Palais, Paris,
  - Palais de l'Europe, Le Touquet.
- 1973 : Art Club, Antibes.
- 1974 :
  - Salon international de Toulon, du 17 mai au 16 juin,
  - Salon Comparaisons, 10 ans, Paris,
  - Salon de la Biennale de Menton.
- 1975 :
  - Salon Comparaisons, Paris,
  - Salon de la Société nationale des Beaux-Arts, Paris,
- Exposition collective itinérante en Asie et en Amérique du Nord :
  - Bibliothèque nationale de Saïgon, du 26 février au 9 mars, Sud Viêt-Nam,
  - National Museum de Singapour, du 6 au 20 juin, Indonésie,
  - Centre culturel de Surabay, du 7 au 13 juillet, Indonésie,
  - Centre culturel de l’université Gadjah Mada, du 15 au 19 juillet, Yogyakarta, Indonésie,
  - Taman Ismail Marzuki, du 23 au 30 juillet, Jakarta, Indonésie,
  - Centre culturel des Philippines, du 2 août au 15 septembre, , Manille, Philippines,
  - Vancouvet Centennial Museum, du 10 juin au 2 septembre, Vancouver, B.C, Canada,
  - The Gallery Statford, Stradford, Ontario, Canada,
  - National Art Gallery, du 20 octobre au 20 novembre, Welington, Nouvelle-Zélande,
  - The Edmonton Art Gallery, du 8 novembre au 1er décembre, Edmonton, Alberta, Canada,
  - Art Gallery of Hamilton, du 13 décembre au 11 janvier 1976, Hamilton, Ontario, Canada.
- 1976 :
  - Déco 1925-1935, du 7 au 28 mars, Musée d’Art contemporain de Québec, du 4 mars au 28 mars, Québec, Canada,
  - Déco 1925-1935, du 10 avril au 10 mai, The Winnipeg Art Gallery, Manitoba, Canada.
- 1982 : 8 années de peinture et de sculpture à Marseille, du 2 décembre au 30 décembre, Marseille.
- 1983 : Renaissance du Musée des beaux-arts de Cannes, du 25 février au 30 avril, Musée des beaux-arts de Cannes.
- 1985 : Anthologie de la création contemporaine dans le Var, Musée des beaux-arts et d’art contemporain de Toulon.
- 1986 : Hommage à Iris Clert, Acropolis, Nice.
- 2015 : Surréalistes, certes, du 5 mars au 20 juin, Galerie Michel Descours, Lyon.
- 2016 : Le Moi en face. Autoportraits de Giordano à Molinier, du 25 mars au 25 juin, Galerie Michel Descours, Lyon.